# Palazzo Bartolini Salimbeni
A Palazzo Bartolini Salimbeni (Piazza Santa Trinita 1.) egy firenzei palota.

## Története
A palota Baccio d’Agnolo tervei szerint épült fel az 1520-as években a Soldanieri család háza helyén. A palotát Bartolomeo Bartolini építtette, aki sienai származású volt. A Bartolini Salimbeni család a 19. századig birtokolta. 1839-ben az épületet szállodává alakították (Hotel du Nord). 1861-ben ismét palotává alakították, amikor a savoyai hercegek vásárolták meg. A második világháború után a város tulajdonába került, majd az 1961 restaurálási munkálatok után ismét magánkézbe.

## Leírása
Díszes homlokzata könnyen faragható kőből készült. A homlokzat díszítőelemei római stílusra emlékeztetnek.